# Símbols dels Territoris del Nord-oest
Els Territoris del Nord-oest canadenc ha establert diversos símbols oficials.

## Símbols oficials
| Símbol           | Nom                                            | Imatge                                         | Adopció     | Observacions |
| ---------------- | ---------------------------------------------- | ---------------------------------------------- | ----------- | --- |
| Escut d'armes    | Escut d'armes dels Territoris del Nord-oest    | Escut d'armes dels Territoris del Nord-oest    | 1956        | L'escut d'armes fou dissenyat pel conegut expert en heràldica canadenc Alan Beddoe a principis de la dècada de 1950 i aprovat per la reina Elisabet II el 24 de febrer de 1956. Es tracta de l'escut provincial coronat per dos narvals d'or que protegeixen una rosa dels vents, símbol del pol nord magnètic. |
| Escut provincial | Escut provincial dels Territoris del Nord-oest | Escut provincial dels Territoris del Nord-oest | 1956        | Escut partit en tres. El terç superior truncat dentat representa el paquet de gel polar de l'oceà àrtic i està travessat per una línia blava ondulada que simbolitza el pas del Nord-oest. La línia diagonal que separa els segments vermell i verd dels dos terços inferiors de l'escut reflecteix límit arbori. El verd simbolitza les zones boscoses al sud del límit, mentre que el vermell representa la tundra al nord. Els minerals i les pells d'animal, bases importants de la riquesa del nord, estan representats per rectangles d'or a la secció verda i la figura del cap de la guineu àrtica en la vermella. |
| Segell           | Segell dels Territoris del Nord-oest           |                                                | 1969        | El segell consisteix en l'escut d'armes del territori envoltat per la frase "THE SEAL OF THE NORTHWEST TERRITORIES". El govern del Canadà va aprovar el segell el 29 de novembre de 1956, després de l'adopció de l'escut. |
| Bandera          | Bandera dels Territoris del Nord-oest          | Bandera dels Territoris del Nord-oest          | 1969        | La bandera fou el resultat d'un concurs d'àmbit nacional presentat al Comitè de Banderes del Consell Territorial. Robert Bessant, de 17 anys, de Margaret (Manitoba), fou l'autor del disseny guanyador. El disseny, anomenat pal canadenc, està format per una franja quadrada central, que ocupa la meitat de la llargada de la bandera, i dues franges laterals blaves en proporció 1:2:1. Al centre carrega l'escut del territori. |
| Flor             | Rosa de roca (Dryas octopetala)                | Rosa de roca                                   | 1957        | La rosa de roca és una flor de color blanc cremós, membre de la família de les roses que creix en terreny rocós alt i àrid. Té fulles basals estretes i suporta una sola flor sobre una tija curta. És originària de la zona àrtico-alpina habita la tundra i als prats alpins. té una distribució circumpolar. |
| Ocell            | Falcó sagrat (Falco rusticolus)                | Falcó sagrat                                   | 1990        | El falcó sagrat, també anomenat girfalc, falcó grifó o simplement grifó, és el més septentrional i gros dels falcons, és elegant, ràpid i fort, i es pot trobar gairebé a qualsevol lloc dels Territoris. Tot i que poden variar en color des del blanc fins al gris, marró o negre, els ocells més foscos són més comuns a les regions de la tundra. |
| Peix             | Thymallus arcticus                             | Thymallus arcticus                             | 1999        | És una espècie de peix de la família dels salmònids. Té la capacitat de viure en els ambients més durs i es pot trobar en una àmplia gamma d'hàbitats als Territoris del Nord-oest. |
| Arbre            | Tamarack (Larix laricina)                      | Tamarack                                       | 1999        | El Larix laricina va substituir el Pinus banksiana com a símbol dels Territoris l'any 1999. És una espècie de làrix nativa del Canadà i nord-est dels Estats Units molt tolerant al fred i d'uns 10 a 20 m d'alçada. La paraula tamarack prové del poble algonquí i es refereix a una fusta usada per fer sabates de neu. |
| Gemma            | Diamant                                        | Diamant                                        | 1999        | El diamant va ser adoptat com a pedra preciosa oficial el 1999, per reconèixer que és la llar de la primera mina de diamants del Canadà. |
| Mineral          | Or                                             | Or                                             | 1999        | El 1981, l'or va ser proclamat com l'emblema mineral dels Territoris del Nord-oest. Històricament, l'or ha tingut un paper important en el desenvolupament i la prosperitat de la zona. Simbolitza el valor durador de la riquesa i les perspectives brillants i el futur dels Territoris del Nord-oest. |
| Tartà            | Blanc, verd, groc, vermell i blau              |                                                | 1973        | El tartà es va desenvolupar i produir per la firma de Hugh MacPherson (Scotland) Limited, d'Edimburg. Va ser presentat a la 48a Sessió del Consell Territorial el gener de 1973, i inclou molts colors del nord: el blanc de la neu; el verd dels boscos; el groc dels bedolls a la tardor; el vermell de la tundra; i el blau dels llacs, rius i oceans. Està registrat a la Cort del Lord Lyon, Rei d'Armes d'Escòcia, i qualsevol pot portar-lo. |
| Matrícula        | Placa de matrícula                             | Matrícula dels Territoris del Nord-oest        | Des de 2010 | El territori té matrícula pròpia des del 1941, des del 1970 tenen la forma d'un os polar, i des del 2010 són blanques amb els caràcters blaus i les paraules "SPECTACULAR" i "NORTHWEST TERRITORIES" centrades a la part superior i la inferior. |